# Haus Tückmantel

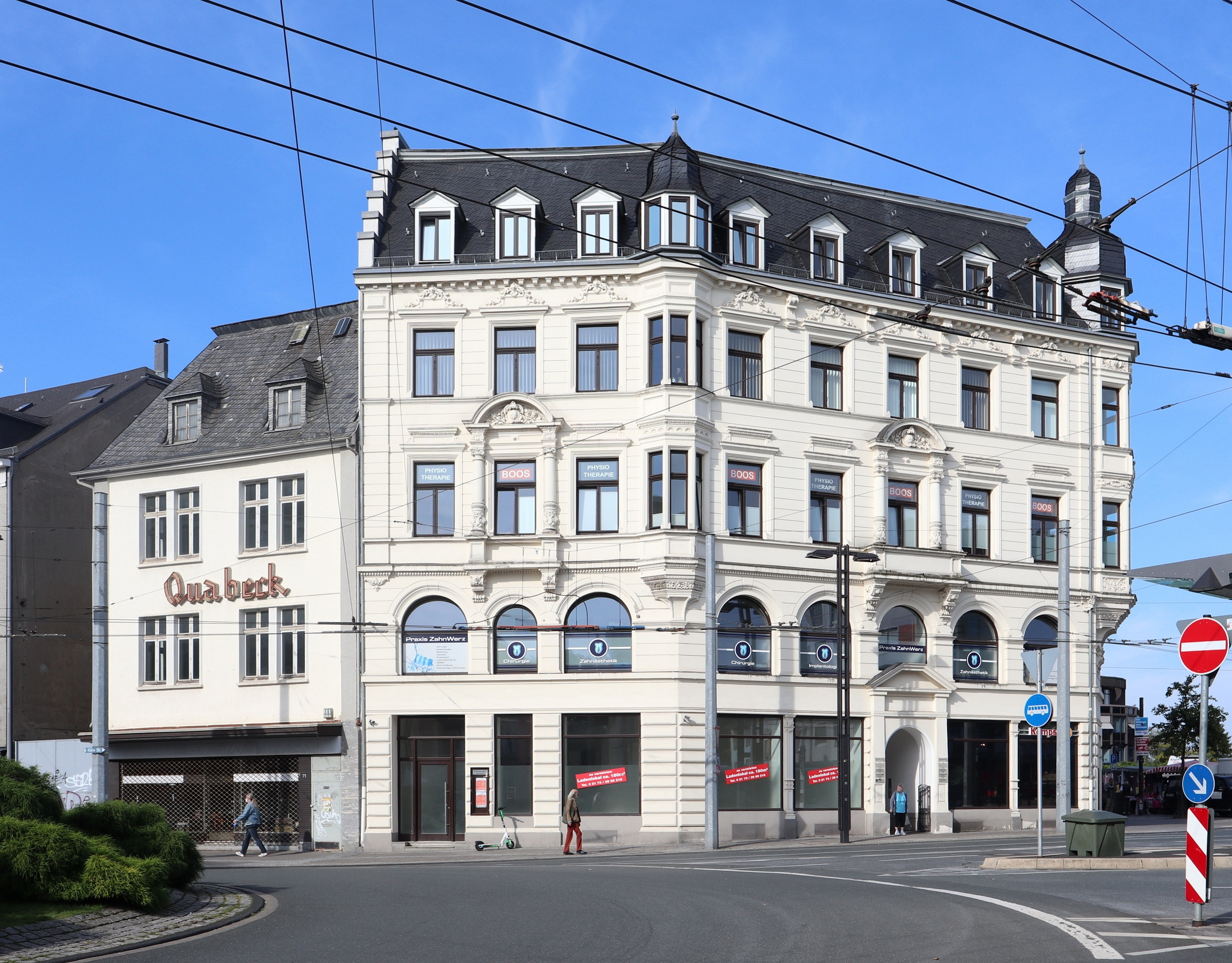
Haus Tückmantel

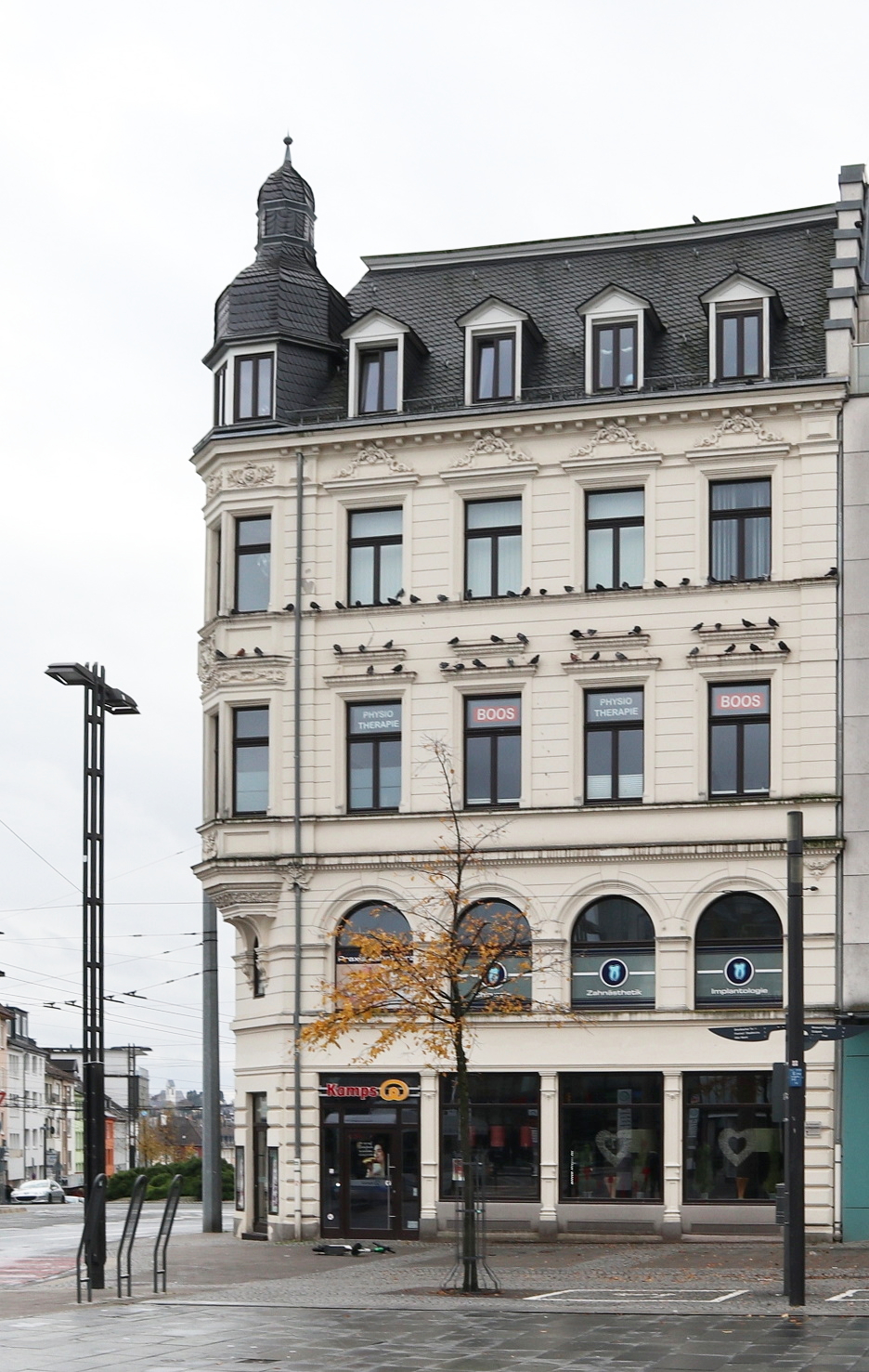
Fassade zum Neumarkt

Das Haus Tückmantel ist ein Wohn- und Geschäftshaus in der Solinger Innenstadt. Das vierstöckige, turmbekrönte Eckhaus des Historismus stammt aus dem Jahre 1892 und gehört zu den wenigen Gebäuden im Umfeld des Graf-Wilhelm-Platzes, die die schweren Bombenangriffe im November 1944 überstanden haben. Das Haus Tückmantel hat die offiziellen Adressen Am Neumarkt 1 und Kölner Straße 73, 75, 77 und steht seit 1993 unter Denkmalschutz. Nach der letzten Restaurierung erhielt es 2012 den Solinger Denkmalschutzpreis.

## Geschichte

### Anfangsjahre bis zum Zweiten Weltkrieg
Der Solinger Gewerbetreibende Julius Tückmantel (1824–1898) erwarb von Gustav Weyersberg am 1. November 1883 ein altes, zweistöckiges Fachwerkhaus mit dem Namen Im Platz, das sich an der Ecke der heutigen Straße Am Neumarkt und Kölner Straße befand. Tückmantel vermietete es, bis er die Möglichkeit hatte, dort ein neues Haus zu errichten. Dies war im Jahre 1891 der Fall und im April des Jahres ließ er das alte Haus niederlegen. Im Neubau seines Wohn- und Geschäftshauses konnte Tückmantel mit eigener Wohnung und seinem Schreibwarengeschäft Zur goldenen Feder im April 1892 einziehen. Die zum Geschäft hinzugehörende Buchbinderei befand sich seit 1889 in einem neu erbauten Fabrikgebäude an der Berg-/Ecke Friedrichstraße. Nachdem die Söhne von Tückmantel, Paul und Richard, 1894 mit in das Geschäft einstiegen, firmierte das Geschäft als Julius Tückmantel & Söhne. Julius Tückmantel starb im Jahre 1898.:18f.
Nachdem im Jahre 1899 Richard Tückmantel so schwer erkrankte, dass er sich aus dem Berufsleben zurückziehen musste, wurde die Firma aufgespalten und für den Bereich der Buchbinderei Geschäftsführer bestellt. 1907 wurde Paul Tückmantel (1867–1939) alleiniger Eigentümer des Geschäfts, 1910 starb der Bruder Richard. Paul Tückmantel erwarb dessen Anteile im Jahre 1918. Im Jahre 1912 ließ er einen Anbau hinter seinem und dem Nachbarhaus errichten. Bis 1939 blieb er alleiniger Eigentümer des Geschäfts. Er vererbte das Unternehmen seinem Sohn A. Werner Tückmantel, seiner Tochter Margarethe, verwitwete Elsen sowie deren Ehemann Kurt Böhler.:18f.
Am 30. Januar 1937 erhielt der Platz vor dem Haus Tückmantel den Namen Graf-Wilhelm-Platz. Das Haus erhielt die neuen Hausnummern Graf-Wilhelm-Platz 1–3.:48

### Nachkriegszeit bis heute
Im Zweiten Weltkrieg waren für die fast vollständige Zerstörung der Solinger Altstadt vor allem die Bombenangriffe am 4. und 5. November 1944 verantwortlich. Das Ausmaß der Zerstörung war enorm: Lediglich einige Häuser am Dreieck standen noch, wenngleich auch diese durch die Wucht der Detonationen Löcher in Dächern und Wänden und zerbrochene Fensterscheiben besaßen. So auch das Tückmantelhaus, in dessen Inneren sich eine Bombe befand, die nicht explodiert war. Zur Beseitigung der Bauruinen wurde vielfach Sprengstoff verwendet, so auch bei der versuchten Beseitigung des Hauses Idelberger in der Nachbarschaft des Tückmantelhauses. Bei der Sprengung des Idelbergerhauses hätte man eine gleichzeitige Sprengung des Hauses Tückmantel in Kauf genommen, da dieses in der Vergangenheit Straßenumbauplänen wiederholt im Wege gestanden hatte. Doch Paul Tückmantels Witwe konnte dies verhindern und das Haus blieb, zusammen mit dem Nachbarhaus Quabeck, stehen.:66ff.
Ein Wiederaufbau ließ zunächst aber noch auf sich warten. Die Stadt hatte verboten, die eigenen Häuser wieder instand zu setzen, ehe nicht die Frage geklärt war, ob die Innenstadt nicht an einem anderen Ort wieder aufgebaut werden soll. Man entschied sich erst 1948 für einen Aufbau an alter Stelle. Der Betrieb des Geschäftes der Tückmantels musste ob der schweren Schäden zunächst an einem anderen Ort wiederaufgenommen werden. Der Graf-Wilhelm-Platz erlosch als offizieller Bestandteil der Adresse und das Tückmantelhaus lag wieder an der Kölner Straße. Am Tückmantelhaus erneuerte man zunächst das Dach, bevor auch die Fassade rekonstruiert wurde. Im Jahre 1950 bezog das Schreibwarengeschäft wieder die alten Räumlichkeiten im Haus Tückmantel.:66ff.
Am 22. November 1993 wurde es als Baudenkmal in die Denkmalliste der Stadt Solingen eingetragen.
Kurz nach dem 150-jährigen Firmenjubiläum von Julius Tückmantel & Söhne ging das Unternehmen im Jahre 2002 in Konkurs. Das Tückmantelhaus geriet in den Besitz des Solinger Industriellen Siegfried Lapawa, der zusagte, das Gebäude einschließlich des kriegszerstörten Türmchens wieder in den Vorkriegszustand versetzen zu wollen. :129 Lapawa investierte rund 6,5 Millionen Euro in das Gebäude, auch die Lücke zum Nebengebäude am Neumarkt wurde mit einem Neubau geschlossen. Die Bauarbeiten konnten im Sommer 2011 beendet werden.
Im Jahre 2012 erhielt das Tückmantelhaus den Solinger Denkmalschutzpreis rückwirkend für 2011, der von der Abteilung Solingen des Bergischen Geschichtsvereins verliehen wird.